# Rinconsaurus
Rinconsaurus ("ještěr z Rincón de los Sauces") byl rod titanosaurního sauropodního dinosaura z kladu Lithostrotia (resp. Colossosauria a Rinconsauria), žijícího v období svrchní křídy (geologický stupeň santon, asi před 86 až 83 miliony let) na území současné Argentiny (provincie Neuquén).

## Historie
Fosilie tohoto sauropoda byly objeveny roku 1997 Gabrielem Benítezinem v sedimentech souvrství Bajo de la Carpa v lokalitě zvané Rincón de los Sauces (odtud rodové jméno dinosaura). Fosilie celkem tří jedinců (dvou dospělců a jednoho mláděte) byly vykopány pod vedením paleontologů Jorgeho Calva a Bernarda J. González Rigy. Formálně pak tito vědci dinosaura popsali roku 2003 pod vědeckým jménem Rinconsaurus caudamirus (druhové jméno znamená doslova "s podivuhodným ocasem", protože ocasní obratle mají neobvyklý tvar).

## Popis
Rinconsaurus patřil k poměrně malým sauropodům, podle autorů popisné studie byl dlouhý "pouze" kolem 11 metrů a jeho výška v nejvyšším bodě hřbetu činila asi 2,5 metru. Podle paleontologa Thomase R. Holtze, Jr. byl rinkonsaurus dlouhý až 15 metrů a dosahoval hmotnosti kolem 10 tun (jako dva sloni afričtí Gregory S. Paul v roce 2010 odhadl jeho délku na 11 metrů a hmotnost přibližně jen na 3 tuny.
Podle odborné práce z roku 2022 vážili největší známí jedinci tohoto rodu asi 3 až 5 tun, takže byli lehčeji stavění než saltasaurini, ale naopak mohutněji než éolosaurini.

## Systematika
Typový druh R. caudamirus spadá podle novější fylogenetické analýzy do kladu Lithostrotia a tribu Aeolosaurini. Jeho blízkými příbuznými jsou například rody Gondwanatitan, Aeolosaurus a zejména pak Muyelensaurus, Bravasaurus a Punatitan. V roce 2019 byl s popisem nového druhu sauropodního dinosaura stanoven nový klad Rinconsauria.